# Zaměstnanecká karta

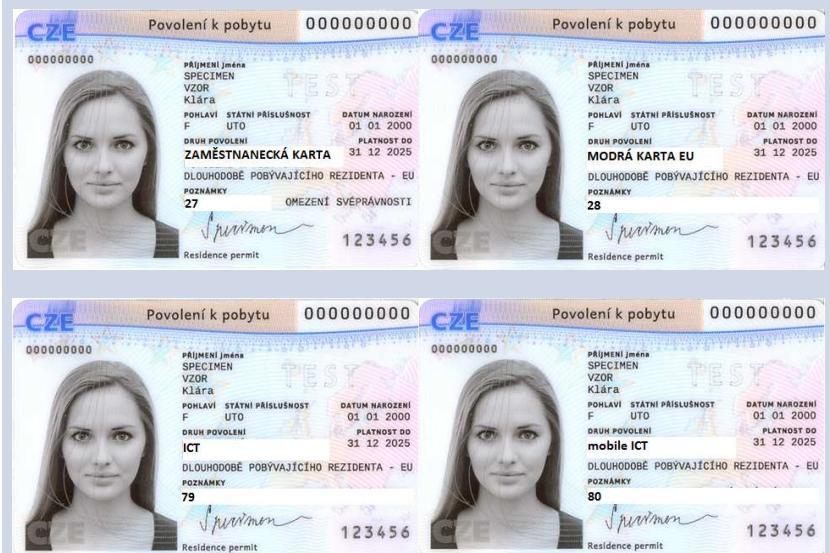
Vzory zaměstnaneckých karet

Zaměstnanecká karta je druh povolení k dlouhodobému pobytu na území ČR, kdy účelem pobytu cizince (delšího než 3 měsíce) je zaměstnání. Cizinec, který má zaměstnaneckou kartu, je oprávněn:
- pobývat na území ČR a zároveň,

- pracovat na pracovní pozici, na kterou byla zaměstnanecká karta vydána, nebo
- pracovat na pracovní pozici, ke které mu byl podle dřívější právní úpravy udělen souhlas nebo kterou cizinec řádně oznámil (v rámci změny zaměstnavatele, pracovního zařazení nebo zaměstnání na další pracovní pozici u stejného nebo dalšího zaměstnavatele).

Zaměstnanecká karta nahrazuje vízum k pobytu nad 90 dnů za účelem zaměstnání, povolení k dlouhodobému pobytu za účelem zaměstnání a zelenou kartu, které již nejsou vydávány. Má podobu plastové karty s biometrickými prvky a je nejčastěji vydávána na dobu trvání pracovně-právního vztahu, na dobu platnosti rozhodnutí uznávacího orgánu o povolení k výkonu povolání nebo odborné práce, nejdéle však na 2 roky, s možností opakovaného prodloužení platnosti. 

## Duální zaměstnanecká karta
Duální zaměstnanecká karta je určena pro cizince, který nemůže volně pracovat a zároveň potřebuje zvláštní povolení k pobytu delšímu než 90 dnů, karta tak v sobě zahrnuje:
- povolení k dlouhodobému pobytu za účelem zaměstnání,
- oprávnění k práci na určité pozici u určitého zaměstnavatele.

Aby žadatel mohl obdržet duální zaměstnaneckou kartu, musí pracovní pozice splňovat mimo jiné tyto podmínky:
1. jedná se o práci vykonávanou na základě pracovní smlouvy nebo dohody o pracovní činnosti (ne však DPP)
2. pracovní úvazek je sjednán v minimálním rozsahu 15 hodin týdně,
3. přestože by se mohlo jednat o zkrácený úvazek, měsíční mzda musí být stanovena alespoň na úrovni minimální mzdy, resp. zaručené mzdy pro danou skupinu prací,
4. zaměstnavatel nebyl označen za „nespolehlivého“.

Stejné podmínky nového pracovního místa zkoumá Ministerstvo vnitra i u držitelů duálních zaměstnaneckých karet, kteří ohlašují změnu zaměstnavatele.

## Neduální zaměstnanecká karta
Neduální zaměstnanecká karta je určena pro cizince, který je osvobozen od splnění podmínky oprávnění k práci, karta tak slouží pouze jako povolení k dlouhodobému pobytu za účelem zaměstnání. Právo volného vstupu na trh práce ČR má například cizinec který:
- získal v ČR střední nebo vyšší odborné vzdělání nebo vyšší odborné vzdělání v konzervatoři nebo vysokoškolské vzdělání nebo
- chce být v ČR zaměstnán jako pedagogický pracovník nebo akademický pracovník vysoké školy nebo duchovní církve nebo náboženské společnosti registrované v ČR nebo
- je do ČR vyslán v rámci poskytování služeb svým zahraničním zaměstnavatelem usazeným v jiném členském státu EU/EHP nebo ve Švýcarsku.

## Karta vnitropodnikově převedeného zaměstnance
Karta vnitropodnikově převedeného zaměstnance (označovaná jaké jako ICT karta z anglického Intra-Company Employee Transfer Card) je určena pro občany třetích zemí, kteří budou v ČR zaměstnáni na pozici manažera, specialisty nebo zaměstnaného stážisty na základě vnitropodnikového převedení ze společnosti mimo EU na dobu delší než 3 měsíce. Karta se vydává na dobu převedení na území členských států Evropské unie, a dobu její platnosti je možné opakovaně prodloužit, pobyt však v souhrnu nesmí přesáhnout dobu tří let. Zvláštním typem je karta vnitropodnikově převedeného zaměstnance jiného členského státu EU (označovaná též jako mobile ICT karta), která se vydává občanům třetích zemí, kteří jsou již držiteli povolení k pobytu vnitropodnikově převedeného zaměstnance vydaného jinou zemí EU. Musí se tedy jednat o cizince, kteří jsou zaměstnáni v zemi, která není členským státem EU, byli převedeni do jednoho ze států EU, kde se stali držiteli povolení k pobytu vnitropodnikově převedeného zaměstnance, a z tohoto členského státu EU byli následně vnitropodnikově převedeni do České republiky, kde hodlají pobývat déle než 90 dnů.

## Modrá karta
Modrá karta je v podstatě obdobou duální zaměstnanecké karty, protože taktéž představuje kombinaci povolení k dlouhodobému pobytu a povolení k zaměstnání. Rozdíly jsou zejména v tom, že pracovní pozice je určena pro tzv. „vysoce kvalifikované“ cizince a nabízená mzda přesahuje 1,5násobek průměrné mzdy v ČR. Dosaženou kvalifikaci prokazuje cizinec diplomem o absolvování vysoké školy anebo vyšší odborné školy, pokud takové studium trvalo alespoň 3 roky. Výhodou modré karty je snadnější mobilita na trhu práce v rámci Evropské unie, možnost flexibilnějšího získání pobytového oprávnění pro své rodinné příslušníky atd. Další výhodou je, že oproti zaměstnanecké kartě se modrá karta vydává na dobu delší o tři měsíce, než je pracovní smlouva.